# Platan Świadek
Platan Świadek, česky lze přeložit jako platan Svědek, je solitérní památný strom - platan javorolistý (Platanus hispanica Mill.), který roste u fontány Fontanna Alegoria Walki i Zwycięstwa (fontána Alegorie boje a vítězství) na náměstí Jana Pawła II. a Bulwaru Tadka Jasińskiego, ve čtvrti Stare Miasto (Staré Město) města Wrocław (Vratislav) v Polsku. Nachází se také v nížině Pradolina Wrocławska v Dolnoslezském vojvodství v Dolním Slezsku.

## Historie a popis
Díky soliternímu umístění má platan širokou a vyvinutou nízko nasazenou korunu s četnými větvemi a hustým olistěním. Kmen je zjizvený a má obvyklé stopy po opadané kůře. V koruně stromu je malé množství uschlého dřeva a polámaných větvích. Patří mezi nejprosperující a nejstarší platany podél městského příkopu. Protože byl „svědkem“ mnoha událostí, dostal jméno Świadek (Svědek). Před stromem je umístěn balvan s nápisem „Platan Świadek“.
| Výška stromu                 | cca 30 m (dle údajů z roku 2020) |
| Obvod kmene ve výčetní výšce | 5,43 m (dle údajů z roku 2020)   |
| Datum prvního vyhlášení      | 23. ledna 2020                   |

## Další informace
Platan je celoročně volně přístupný a nachází se na trase Rowerowy Szlak Odry (Cyklistická trasa řeky Odry).

## Galerie

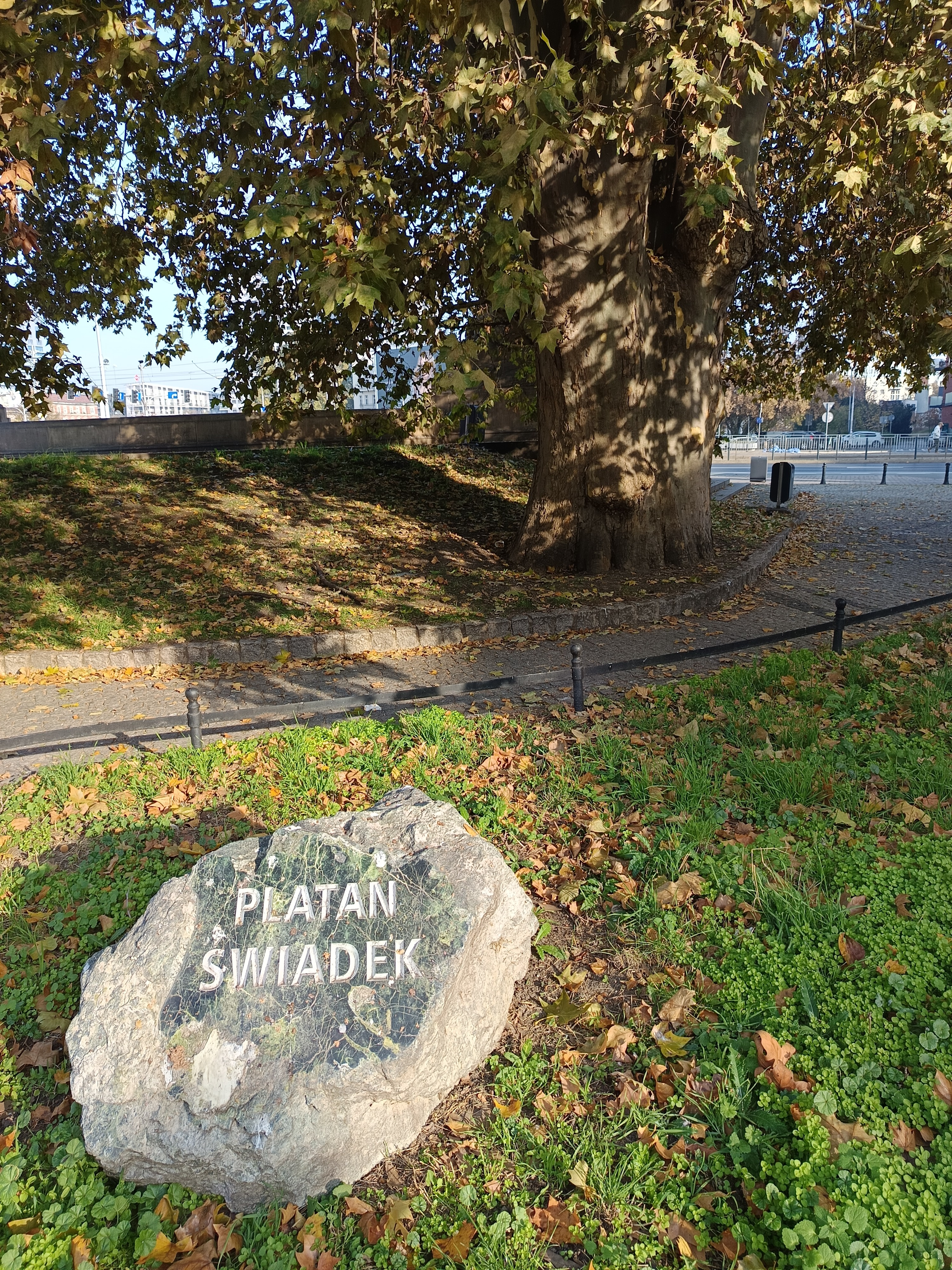
Pamětní kámen umístěný u stromu